# その笑顔よ 永遠に
「その笑顔よ永遠に」（そのえがおよえいえんに）は、北原愛子の17枚目のシングル。

## 解説
- 長戸大幸のプロデュースではない唯一のシングル。
- 表題曲、カップリング共にZAIN RECORDSに所属するミュージシャンが作曲を担当した。
- 「世界中どこを探しても」から4作連続、初回生産分のみ「LOVE CARD」か「PEACE CARD」のどちらかが入っている。

## 収録曲
1. その笑顔よ 永遠に
  - 作詞:北原愛子／作曲：川島だりあ・倉田冬樹／編曲:古井弘人
2. ラベンダー
  - 作詞:北原愛子／作曲:中島康孝／編曲:スピカ
3. その笑顔よ 永遠に -Instrumental-

## タイアップ
- テレビ東京系『ゴルゴ13』エンディングテーマ

## 参加ミュージシャン
- その笑顔よ 永遠に
  - 古井弘人(GARNET CROW):Keyboads
  - 大賀好修(OOM・Sensation):Guitar
  - 岡崎雪:Chorus
- ラベンダー
  - 中島康孝:Bass、Chorus